# Bottom of Your Soul
Bottom of Your Soul — це балада каліфорнійського гурту «Toto». Вона була видана окремим синглом, на підтримку альбому «Falling In Between». Існувало дві версії цього сингла: «звичайна» — з двома треками, а також спеціальна (Summer edition), де крім заголовного треку були ще представлені концертні записи. Звичайна версія була видана у 2006 році, а «Summer edition» побачила світ у травні 2007 року.
Партію бек-вокалу виконав Джозеф Вільямс, який на той час уже протягом шістнадцяти років не був у складі «Toto».

## Композиції
1. «Bottom Of Your Soul» (радіоверсія) — (4:00)
2. «Bottom Of Your Soul» (альбомна версія) — (6:59)

### Summer edition
1. «Bottom Of Your Soul» (радіоверсія) — (4:00)
2. «Gypsy Train» (live) — (7:12)
3. «Africa / Rosanna / Bottom Of Your Soul» (TV mix medley — live) — (4:50)
4. «Bottom Of Your Soul» (album version) — (6:57)